# Jeux des petits États d'Europe 2005
Navigation
La Valette 2003 Monaco 2007
Les Jeux des petits États d'Europe 2005, également connus comme les XIe Jeux des petits États d'Europe ont eu lieu en Andorre du 30 mai au 4 juin 2005.

## Jeux

### Pays participants
793 athlètes de 8 nations différentes participent à ces Jeux. Le nombre d'athlètes d'un pays est indiqué dans les parenthèses à côté du nom des pays. Cette édition a réuni le plus grand nombre de participants depuis les jeux de La Valette en 1993.
- Andorre (132)  (Pays hôte)
- Chypre (150)
- Islande (120)
- Liechtenstein (37)
- Luxembourg (118)
- Malte (66)
- Monaco (76)
- Saint-Marin (94)

### Sports
10 sports sont présents lors de ces Jeux. 
- Athlétisme (35)
- Basket-ball (2)
- Cyclisme
- Judo (20)
- Tir (7)
- Natation (31)
- Tennis de table
- Taekwondo
- Tennis (4)
- Volley-ball (2)

## Tableau des médailles
Légende
- Pays hôte

| Rang | Nation        | Or | Argent | Bronze | Total |
| ---- | ------------- | -- | ------ | ------ | ----- |
| 1    | Chypre        | 39 | 28     | 24     | 91    |
| 2    | Islande       | 26 | 23     | 27     | 76    |
| 3    | Luxembourg    | 18 | 21     | 23     | 62    |
| 4    | Monaco        | 11 | 8      | 18     | 37    |
| 5    | Andorre       | 8  | 14     | 9      | 31    |
| 6    | Malte         | 7  | 13     | 18     | 38    |
| 7    | Saint-Marin   | 6  | 9      | 7      | 22    |
| 8    | Liechtenstein | 5  | 5      | 3      | 13    |